# Gonomyia mythica
Gonomyia mythica är en tvåvingeart som beskrevs av Alexander 1945. Gonomyia mythica ingår i släktet Gonomyia och familjen småharkrankar.
Artens utbredningsområde är Peru. Inga underarter finns listade i Catalogue of Life.